# Zoma zoma
Espèce
Statut de conservation UICN

 CR B1ab(iii)+2ab(iii) : 
En danger critique
Zoma zoma est une espèce d'araignées aranéomorphes de la famille des Theridiosomatidae.

## Distribution
Cette espèce est endémique de Silhouette aux Seychelles,.

## Publication originale
- Saaristo, 1996 : Theridiosomatid spiders of the granitic islands of Seychelles (Araneae, Theridiosomatidae). Phelsuma, vol. 4, p. 48-52.